# A Little More Love (Lisa Stansfield-dal)
A A Little More Love című dal a brit énekes-dalszerző Lisa Stansfield 5. és egyben utolsó kimásolt kislemeze a Real Love című második stúdióalbumról. A dalt Stansfield, Ian Devaney és Andy Morris írta, valamint a producerek is ők voltak.
A dalt az Egyesült Államokban is 1992. június 30-án jelentették meg, ugyanazon a napon, mint Európában. A dal a Hot R&B / Hip-Hop Songs kislemezlistán a 30. helyre került. A Wembley Stadionban megjelent élő zenei verziót szintén megjelentették, valamint a "Set Your Loving Free" a kislemez B. oldalán kapott helyet, melyet a Masters at Work remixelt. Ez a változat a 20. helyezést érte el a Hot Dance Club Songs listán.

## Kritikák
A dal pozitív kritikákat kapott. A Billboard kritikusa a dalt egy puha, ritmikus drágakőnek nevezte. Megjegyezték továbbá, hogy a dal finomsága, és hangzása most is hasonló, mint általában Stansfield dalai, és romantikus hatással van a hallgatóra.

## Számlista
US kazetta /7″ kislemez
1. "A Little More Love" (Album Edit) – 4:10
2. "Set Your Loving Free" (Edit) – 4:09

US 12″ single
1. "A Little More Love" (Album Edit) – 4:10
2. "A Little More Love" (Album Version) – 4:34
3. "Set Your Loving Free" (Kenlou 12") – 7:26
4. "Set Your Loving Free" (Dubmaster Edit) – 4:41

## Slágerlista
| Slágerlista (1992)                   | Legjobb helyezés |
| ------------------------------------ | ---------------- |
| US Hot R&B/Hip-Hop Songs (Billboard) | 30               |